# Hrabstwo Solano
Hrabstwo Solano (ang. Solano County) – hrabstwo w stanie Kalifornia w Stanach Zjednoczonych. Obszar całkowity hrabstwa obejmuje powierzchnię 906,67 mil² (2348,26 km²). Według szacunków United States Census Bureau w roku 2009 miało 407 234 mieszkańców.
Hrabstwo powstało w 1850 roku.
Na jego terenie znajdują się:
- miejscowości – Benicia, Dixon, Fairfield, Rio Vista, Suisun City, Vacaville, Vallejo,
- CDP – Allendale, Elmira, Green Valley, Hartley.